# Unedle Metalle
Unedle Metalle sind Metalle, deren Redoxpaare ein negatives Standardpotential (bezüglich der Normal-Wasserstoffelektrode) aufweisen. Metalle mit einem positiven Standardpotential werden dagegen als Edelmetalle bezeichnet. Unedle Metalle besitzen einen großen Lösungsdruck.
Unedle Metalle reagieren unter Normalbedingungen mit Sauerstoff aus der Luft, sie oxidieren. Während dabei beispielsweise Eisen durchrostet, passivieren (schützen) sich beispielsweise Zink und Aluminium, indem sie eine korrosionsbeständige Oxidschicht ausbilden, die weitere Oxidation verhindert. Passivierte Metalle erscheinen häufig edel, sind es aber nicht, da sie prinzipiell weiter oxidieren würden, wenn die Oxidschicht den Kontakt mit Oxidationsmitteln (etwa Sauerstoff) nicht verhindern würde. Sie sind inert, aber nicht thermodynamisch stabil. Auf Grund ihrer Reaktivität kommen unedle Metalle natürlich nur in geringen Mengen in gediegener Form vor.